# Austrocheirus
Austrocheirus is een geslacht van theropode dinosauriërs, behorend tot de groep van de Neoceratosauria, dat tijdens het late Krijt leefde in het gebied van het huidige Argentinië.

## Vondst en naamgeving
De typesoort Austrocheirus isasii is in 2010 benoemd en beschreven door Martín Daniel Ezcurra, Federico Lisandro Agnolin en Fernando Emilio Novas. De geslachtsnaam is afgeleid van het Latijnse auster, "zuiden" en het Klassiek Griekse cheir, "hand", een verwijzing naar de herkomst uit het zuidelijk halfrond en de speciale handvorm. De soortaanduiding eert de Argentijnse paleontoloog en technicus Marcelo Pablo Isasi die de vondst prepareerde.
Het fossiel, holotype MPM-PV 10003, is op 17 maart 2002 gevonden in de provincie Santa Cruz in Patagonië op een helling van de Hoyada Arroyo Seco in lagen van de Pari Aike-formatie die dateert uit het vroege Maastrichtien. De fragmentarische vondst bestaat uit een deel van het derde middenhandsbeen, het eerste kootje van de derde vinger, de onderkant van een scheenbeen, vier stukken wervel — een centrum en drie wervelbogen — uit het midden van de staart, een deel van het tweede middenvoetsbeen, de onderkant van het derde middenvoetsbeen, en drie teenkootjes. Het specimen was van een nog niet volgroeid dier.

## Beschrijving
Austrocheirus onderscheidt zich door enkele autapomorfieën, unieke eigenschappen voor de groep waartoe hij behoort. De beenderen wijzen erop dat de handen niet sterk gereduceerd zijn; de gewrichtsvlakken ervan zijn niet zodanig geatrofieerd dat het de mobiliteit aantast. Het derde middenhandsbeen heeft een schacht die van voor naar achteren versmald is en peeskanalen aan de zijkanten bezit die naar achteren verplaatst zijn, beiden op dezelfde positie ten opzichte van de bovenkant van de onderste gewrichtsknobbels. De teenkootjes hebben een opvallende lengterichel die de onderste achterrand van de peeskanalen aan de zijkant begrenst.
De staartwervels hebben hoge doornuitsteeksels en korte postapozygofysen, achterste werveluitsteeksels.
De omvang van Austrocheirus wordt als "middelgroot" omschreven; de lengte is geschat op zeven à acht meter.

## Fylogenie
De beschrijvers voerden een exacte kladistische analyse om voor Austrocheirus de plaats in de stamboom te berekenen. Op grond van twee gedeelde eigenschappen, synapomorfieën, in dit geval kenmerken van het scheenbeen waar het met het sprongbeen vergroeid is, viel Austrocheirus boven Ceratosaurus en Berberosaurus uit, in een basale positie in de Abelisauroidea. Daarin kon de precieze onderlinge verwantschap met enkele Noasauridae, Limusaurus en de klade gevormd door Elaphrosaurus en de Abelisauridae niet nader bepaald worden. In ieder geval is de soort basaler dan de klade gevormd door Rugops en de Abelisauridae. Austrocheirus is de eerste bekende middelgrote abelisauroïde zonder sterk verkleinde handen en volgens de beschrijvers een aanwijzing dat de gereduceerde handen bij de meer afgeleide Abelisauridae niet een aanpassing zijn aan de toenemende lichaamsgrootte maar een speciaal te verklaren kenmerk van die groep vormen.